# 50 Arietis
50 Arietis är en vit dubbelstjärna i stjärnbilden Väduren. Stjärnan är av visuell magnitud +6,80 och inte synlig för blotta ögat ens vid god seeing. Den befinner sig på ett avstånd av ungefär 400 ljusår.